# Алън Милн
Алън Александър Милн (на английски: Alan Alexander Milne), познат като А. А. Милн, е английски писател.
Известен е с книгите си за говорещото плюшено мече Мечо Пух и с много детски стихотворения, някои от които също са за Мечо Пух и неговите приятели.

## Биография
Милн е роден в Англия на 18 януари 1882 година, израства в Лондон, учи в частното училище на баща си Джон Вайн Милн. Сред учителите му в детството е Хърбърт Уелс. Учи в Уестминстърското училище и в Тринити Колидж на Кеймбриджкия университет, където получава стипендия по математика. Там публикува в студентското списание „Гранта“. Става сътрудник, а по-късно и помощник-редактор в хумористичното британско списание „Пънч“.
Синът му Кристофър Робин Милн е роден през 1920 г.
Милн участва в Първата световна война с Британската армия, но след войната пише осъдителна статия под заглавие „Мир с чест“ (Peace with Honour, 1934 г.) (което донякъде оттегля през 1940 г. с „Война с чест“ (War with Honour).
Умира на 31 януари 1956 г. в Хартфийлд, Съсекс, Англия.
Милн е сред най-видните критици на П. Г. Удхаус. Когато Удхаус е заловен от нацистите в окупирана Франция, той е пратен в Германия и излежава едногодишна присъда. След това започва излъчването на хумористично радиопредаване относно интернирането си, което се излъчва от Берлин. Макар обект на хумора му да са нацистите, той е критикуван от Милн за този своего рода акт на измяна спрямо родината, чрез своеобразното съюзяване с окупаторите. В отговор Удхаус пише в по-късни свои работи пародии на поеми за Кристофър Робин.

## Творчество
През 1925 г. купува къща в провинцията, Кочфорд Фарм в Хартфийлд, Източен Съсекс. Там се оттегля след като мозъчна операция през 1952 г. го оставя инвалид.
Милн става световноизвестен с двата си приказни романа „Мечо Пух“ (1926) и „Къщичката в къта на Пух“ (1928). В тях оживяват плюшените играчки на сина му Кристофър Робин. Приключенията на Мечо Пух, Прасчо, Йори, Тигър, Кенга, Зайо и Бухал са забавни и поучителни. Оригиналните илюстрации към книгите са дело на Ърнест Хауърд Шепърд.
След смъртта на Милн правата върху героите от „Мечо Пух“ са продадени на Уолт Дисни, която прави няколко рисувани филма за Мечо Пух и голямо количество свързани с Мечо Пух стоки.
Милн пише и много стихотворения, между които „Вечери“ (Vespers), „Сменят стражата в Бъкингамския дворец“ (They're Changing Guard at Buckingham Palace) и „Коледата на крал Джон“ (King John's Christmas), които са публикувани в книгите „Когато бяхме малки“ (When We Were Very Young) и „Сега сме на шест години“ (Now We Are Six). Стихотворенията му са многократно пародирани, включително и в книгата „Сега сме на шестдесет години“ (Now We Are Sixty).
Милн адаптира романа на Кенет Греъм „Шумът на върбите“ (The Wind in the Willows) за сцената под заглавието „Жабчо от Жабин дом“ (Toad of Toad Hall).